# Горбунов, Андрей Михайлович
Андрей Михайлович Горбунов (1905—1956) — полковник Советской Армии, участник Великой Отечественной войны, Герой Советского Союза (1943).

## Биография
Андрей Горбунов родился 3 (по новому стилю — 16) июля 1905 года в селе Донское (ныне — Задонский район Липецкой области) в семье крестьянина. Окончил неполную среднюю школу, после чего работал грузчиком на цементном заводе в Донецкой области Украинской ССР. В 1927 году Горбунов был призван на службу в Рабоче-крестьянскую Красную Армию. В 1931 году он окончил Закавказское военное пехотное училище, в 1941 году — Военно-политическую академию имени Ленина. С августа 1941 года — на фронтах Великой Отечественной войны, был комиссаром полка, участвовал в боях под Брянском. В 1943 году Горбунов окончил курсы «Выстрел», после чего был назначен командиром 237-го стрелкового полка 69-й стрелковой дивизии 65-й армии Центрального фронта. Отличился во время битвы за Днепр.
16 октября 1943 года полк Горбунова переправился через Днепр в районе посёлка Радуль Репкинского района Черниговской области Украинской ССР. Вместе с десантом он шёл впереди атакующих. Полку удалось захватить плацдарм и важную высоту, освободить деревню Сенская, что обеспечило успешное форсирование реки основными силами дивизии.
Указом Президиума Верховного Совета СССР от 30 октября 1943 года за «умелое командование стрелковым полком, образцовое выполнение боевых заданий командования на фронте борьбы с немецкими захватчиками и проявленные при этом мужество и героизм» подполковник Андрей Горбунов был удостоен высокого звания Героя Советского Союза с вручением ордена Ленина и медали «Золотая Звезда» за номером 1579.
После окончания войны Горбунов продолжил службу в Советской Армии. В 1951—1954 годах он был военным комиссаром Карело-Финской ССР. В 1954 году в звании полковника Горбунов был уволен в запас. Проживал в Петрозаводске, умер 28 мая 1956 года, похоронен на петрозаводском кладбище «Пески».
Был награждён двумя орденами Ленина, двумя орденами Красного Знамени, орденами Суворова 3-й степени и Красной Звезды, а также рядом медалей.
Бюст Горбунова установлен в посёлке Донской Рудник Задонского района.